# 850.
850. je šesto desetletje v 9. stoletju med letoma 850 in 859. 